# Hallmundarhraun

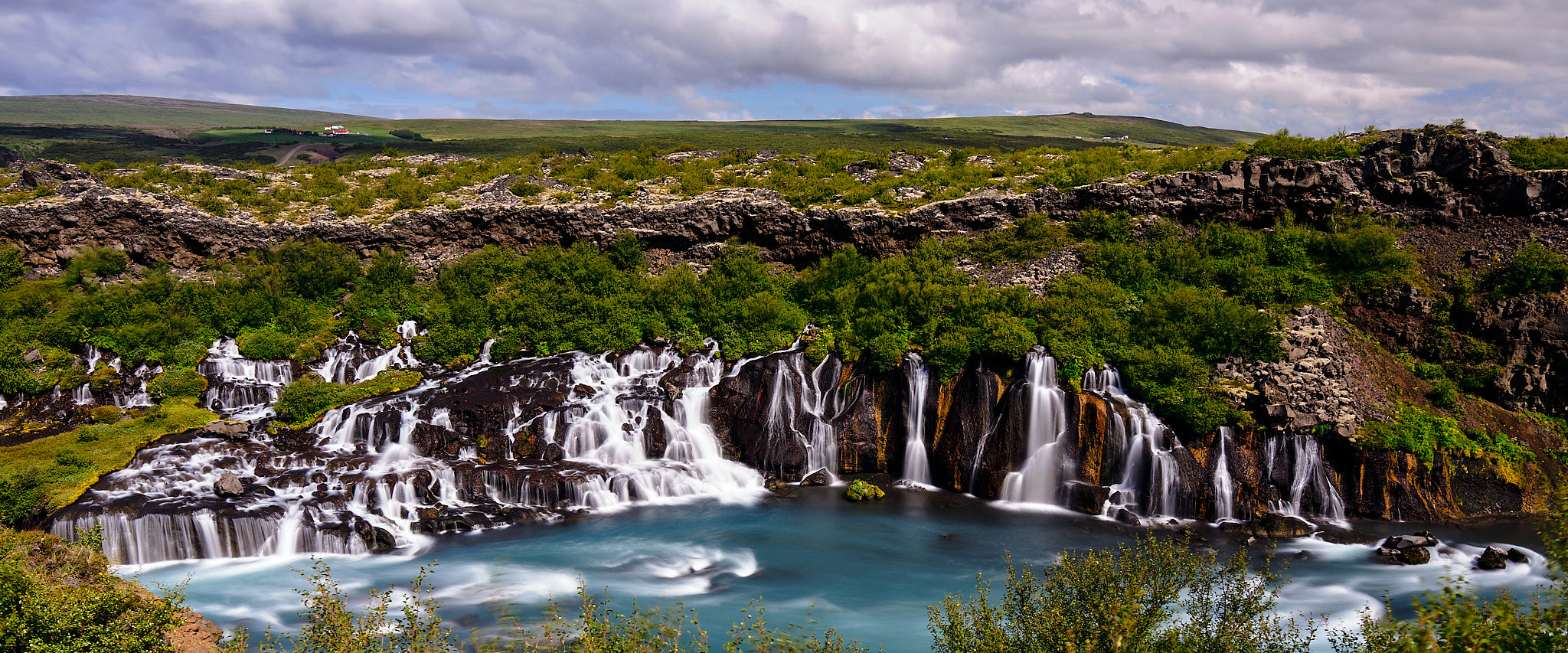
Hraunfossar, Hallmundarhraun

Hallmundarhraun är ett lavafält i republiken Island.   Det ligger i regionen Västlandet, 100 km nordost om Reykjavík. Hallmundarhraun är till ytan mer än 200 km² och består av slät lavamark (helluhraun). Området är cirka 52 km långt och 7 km som bredast.
I Hallmundarhraun finns åtskilliga grottor, så kallade lavatunnlar, som bildades när lavan rann. De mest kända av dessa är Víðgelmir, Stefánshellir och Surtshellir.
Trakten ingår i den boreala klimatzonen. Årsmedeltemperaturen i trakten är −6 °C. Den varmaste månaden är juli, då medeltemperaturen är 5 °C, och den kallaste är februari, med −13 °C.

## Historia
Hallmundarhraun bildades genom utbrott från kratrar under Langjökulls is omkring 935–940. Det var det andra stora vulkanutbrottet på Island sedan landet bebyggdes. Det första skedde vid Eldgjá år 934. Eruptionen som skapade Hallmundarhraun tycks ha pågått under lång tid. I kortsagan Bergbúa þáttr har bevarats ett kväde, Hallmundarkviða, som troligen diktades omkring 940–950 av en skald som själv varit ögonvittne eller haft goda sagesmän.
Skalden, som är hedning, söker i sin dikt förklara skeendet utifrån sina egna religiösa/mytologiska kunskaper. Det antyds i kvädet att dödsoffer har krävts. Om detta vet man i dag endast att fem gårdar som omtalas i Landnámabók tycks ha försvunnit och kanske uppslukades av lavan. Kvädets författare kan ha varit en viss Þorvaldr holbarki som i Landnámabók uppges ha besökt Hallmundarhraun vid denna tid och där ha framfört en drápa om eldjätten Surt.
Enligt Grettis saga har lavafältet fått namn efter en man vid namn Hallmundr, som sägs ha varit av jättesläkt och bodde med sin dotter i en lavagrotta i området. Dessa grottor tycks ha behållit en behaglig värme under decennier efter det att utbrottet hade upphört. Under perioden 950–970 blev de därför hemvist för både fredlösa och för förrymda irländska trälar. Dessa så kallade hellismenn (grottmän) omtalas i Landnámabók och i flera islänningasagor. Deras grottliv har också kunnat arkeologiskt beläggas. Eftersom de inte kunde försörja sig själva på annat sätt än genom boskapsstölder blev de till sist utrotade av bondeuppbåd.

## Grottorna i Hallmundarhraun
Det finns tolv kända grottor eller grottsystem i Hallmundarhraun. I åtta av dem har man funnit lämningar, som visar att de under någon tid har varit bebodda av människor.
- Kalmanshellir är Islands längsta grotta med en uppmätt längd av 4 035 meter. Men grottan är inte sammanhängande eftersom taket har rasat på ett femtiotal ställen.[12]
- Surtshellir och Stefánshellir brukar räknas som en enhet, eftersom de är delar av samma lavatunnel. Stefánshellir uppstod genom att taket föll ihop nära mitten av det ursprungliga Surtshellir, varvid förbindelsen mellan grottans båda ändar upphörde. Grottsystemets sammanlagda längd är nästan 3,5 kilometer, varav Surtshellir står för 1 970 meter och Stefánshellir för 1 520 meter.[10]
- Víðgelmir är den av alla grottor på Island som har störst volym: 148 000 kubikmeter. Grottans längd är 1 585 meter.[10]
- Hallmundarhellir, som ligger sydväst om Syðra-Sauðafjall och norr om Eiríksjökull, är cirka 300 meter lång.[10]
- Hvassi ligger invid Hallmundarhellir och är cirka 200 meter lång.[10]
- Rjúpnahellir, nära fjället Syðra-Sauðafjall, har troligen en längd av mer än 200 meter.[10]
- Sandi är mindre än 100 meter lång. Grottan ligger nära Hallmundarhellir och kan tillhöra samma grottsystem.[10]
- Bergþórshellir och Skeggjahola ligger båda nära Víðgelmir. I Skeggjahola hittades 1923 ett benrangel, vilket troddes vara kvarlevorna av en man vid namn Skeggi, som dräptes i denna trakt år 1011 av Grettir Ásmundarson. Grottan fick därför Skeggis namn.[13]
- Franshellir, Eyvindarhellir och Beinahola är små grottor nära sjön Reykjavatn. I samtliga dessa har gjorts fynd, som visar att människor har bott eller vistats i grottorna.[10]